# Windmühle Demmin
Die Windmühle Demmin in Demmin (Mecklenburg-Vorpommern), An der Mühle 3, wurde 1806 als Galerieholländer gebaut.
Das Gebäude steht unter Denkmalschutz.

## Geschichte
Die Hansestadt Demmin mit 10.523 Einwohnern (2020) wurde als Burg und civitas maxima 1075 erstmals erwähnt.
1301 erhielt die Stadt vom pommerschen Herzog Bogislaw IV. die sogenannte Mühlengerechtigkeit, das Recht, Mühlen zu betreiben. Betrieben wurden danach zwei Wassermühlen. 1595 wurde von der Stadt die erste Windmühle gebaut; wie damals üblich eine Bockwindmühle, die auf dem Nonnenberg stand, der nun auch Mühlenberg hieß. Ab dem 16./17. Jahrhundert standen in und bei Demmin sechs Holländermühlen: auf dem Nonnenberg/Windmühlenberg im Norden, am Pensiner Weg, am östlichen Quitzerower Weg und drei im Süden in Stuterhof.
Erhalten ist nur der achteckige, holzverkleidete Galerieholländer mit Sockelgeschoss von 1806, An der Mühle 3 beim Hotel Demminer Mühle östlich vom Pensiner Weg. Der um 1996 sanierten Achtständerturmwindmühle fehlen an der Haube die Flügel.